# Regeringen Merkel II
Regeringen Merkel II var Tysklands förbundsregering mellan 28 oktober 2009 och 17 december 2013. Regeringen, som bestod av en koalition av partierna CDU, CSU och FDP, offentliggjordes den 23 respektive 24 oktober 2009. Koalitionsavtalet hade överskriften ”Wachstum. Bildung. Zusammenhalt.”
I och med att FDP förlorat sin representation i förbundsdagen, medan CDU och CSU stärkts i valet 2013, avslutades koalitionssamarbetet efter valet 22 september 2013, och FDP ersattes i nästa regering som koalitionsparti av SPD i en stor koalition. Regeringen utgjorde därefter expeditionsregering fram till att Regeringen Merkel III tillträtt i december.

## Ministrar
| Titel                                                                 | Namn | Namn                               | Tillträdde       | Avgick                      | Parti |
| --------------------------------------------------------------------- | ---- | ---------------------------------- | ---------------- | --------------------------- | ----- |
| Förbundskansler                                                       |      | Angela Merkel                      | 22 november 2005 | innehar fortfarande ämbetet | CDU   |
| Vicekansler                                                           |      | Guido Westerwelle                  | 28 oktober 2009  | 16 maj 2011                 | FDP   |
| Vicekansler                                                           |      | Philipp Rösler                     | 16 maj 2011      | 17 december 2013            | FDP   |
| Utrikesminister                                                       |      | Guido Westerwelle                  | 28 oktober 2009  | 17 december 2013            | FDP   |
| Inrikesminister                                                       |      | Thomas de Maizière                 | 28 oktober 2009  | 3 mars 2011                 | CDU   |
| Inrikesminister                                                       |      | Hans-Peter Friedrich               | 3 mars 2011      | 17 december 2013            | CSU   |
| Justitieminister                                                      |      | Sabine Leutheusser-Schnarrenberger | 28 oktober 2009  | 17 december 2013            | FDP   |
| Finansminister                                                        |      | Wolfgang Schäuble                  | 28 oktober 2009  | 24 oktober 2017             | CDU   |
| Ekonomi- och teknologiminister                                        |      | Rainer Brüderle                    | 28 oktober 2009  | 12 maj 2011                 | FDP   |
| Ekonomi- och teknologiminister                                        |      | Philipp Rösler                     | 12 maj 2011      | 17 december 2013            | FDP   |
| Jordbruks- och konsumentminister                                      |      | Ilse Aigner                        | 31 oktober 2008  | 17 december 2013            | CSU   |
| Arbets- och socialminister                                            |      | Franz Josef Jung                   | 28 oktober 2009  | 27 november 2009            | CDU   |
| Arbets- och socialminister                                            |      | Ursula von der Leyen               | 30 november 2009 | 17 december 2013            | CDU   |
| Försvarsminister                                                      |      | Karl-Theodor zu Guttenberg         | 28 oktober 2009  | 3 mars 2011                 | CSU   |
| Försvarsminister                                                      |      | Thomas de Maizière                 | 3 mars 2011      | 17 december 2013            | CDU   |
| Familje-, äldre-, kvinno- och ungdomsminister                         |      | Ursula von der Leyen               | 22 november 2005 | 30 november 2009            | CDU   |
| Familje-, äldre-, kvinno- och ungdomsminister                         |      | Kristina Schröder (f. Köhler)      | 30 november 2009 | 17 december 2013            | CDU   |
| Hälsominister                                                         |      | Philipp Rösler                     | 28 oktober 2009  | 12 maj 2011                 | FDP   |
| Hälsominister                                                         |      | Daniel Bahr                        | 12 maj 2011      | 17 december 2013            | FDP   |
| Trafik- och bostadsminister                                           |      | Peter Ramsauer                     | 28 oktober 2009  | 17 december 2013            | CSU   |
| Miljö- och kärnkraftssäkerhetsminister                                |      | Norbert Röttgen                    | 28 oktober 2009  | 22 maj 2012                 | CDU   |
| Miljö- och kärnkraftssäkerhetsminister                                |      | Peter Altmaier                     | 22 maj 2012      | 17 december 2013            | CDU   |
| Utbildnings- och forskningsminister                                   |      | Annette Schavan                    | 22 november 2005 | 14 februari 2013            | CDU   |
| Utbildnings- och forskningsminister                                   |      | Johanna Wanka                      | 14 februari 2013 | 14 mars 2018                | CDU   |
| Minister för ekonomiskt samarbete och utveckling                      |      | Dirk Niebel                        | 28 oktober 2009  | 17 december 2013            | FDP   |
| Minister med särskilda uppgifter och chef över Förbundskanslerämbetet |      | Ronald Pofalla                     | 28 oktober 2009  | 17 december 2013            | CDU   |